# Juliana de Hesse-Darmstadt
Juliana de Hesse-Darmstadt (em alemão:  Juliane; 14 de abril de 1606 - 15 de janeiro de 1659) foi a esposa de Ulrique II da Frísia Oriental e regente do seu filho Eno Luís entre 1648 e 1651.

## Família
Juliana era a quinta filha do conde Luís V de Hesse-Darmstadt e da condessa Madalena de Brandemburgo. Os seus avós paternos eram o conde Jorge I de Hesse-Darmstadt e a condessa Madalena de Lippe. Os seus avós maternos eram o príncipe-eleitor João Jorge de Brandemburgo e a princesa Isabel de Anhalt-Zerbst.

## Casamento
Juliana chegou à Frísia Oriental no dia 5 de março de 1631 e casou-se com Ulrique II da Frísia Oriental no mesmo dia. O casal teve três filhos: Enno Luís, Jorge cristiano e Edzar Fernando. Durante o tumulto da Guerra dos Trinta Anos, Ulrique mandou construir o palácio de lazer de Sandhorst para sua esposa. A obra foi concluída pouco antes de sua morte, em 1648. Durante esse período, a Frísia Oriental atravessou grandes dificuldades nas mãos de ocupantes estrangeiros, tendo sofrido  perdas territoriais.

## Regência
Após a morte do marido, Juliana assumiu nominalmente a tutela de seus filhos, ainda menores de idade, e os assuntos do governo. Contudo, acabou por despachar os  filhos incomodativos para o estrangeiro a fim de viver tranquilamente, deixando a administração do condado, já bastante atrapalhada, nas mãos dos seus favoritos, que pioraram ainda mais a situação, agravando os problemas com as propriedades da Frísia Oriental.
Entre esses favoritos, os mais notáveis eram o conselheiro secreto Johann von Marenholz e sua esposa, Elisabeth von Ungnad zu Sonneck, que havia sido dama-de-companhia da Juliana. A duquesa supostamente teve um caso amoroso com Marenholz, o que mais tarde viria a ser a causa da desgraça desse homem. Ele foi executado em Wittmund, a 21 de julho de 1651, após um julgamento de fachada.  Nesse meio tempo, Juliana havia transferido a corte de Aurich para Sandhorst, a fim de continuar sua vida sem perturbações. Muitos frísios orientais consideravam que, sob o comando de Marenholz e sua esposa, os problemas do condado haviam saído do controle e pediam que o jovem conde Enno Louis, um dos filhos exilados de Juliana, retornasse ao seu condado.
O imperador Fernando III interveio, declarando Eno Luís maior de idade em 1651, e, em maio daquele ano, o novo conde expulsou a sua mãe do governo, exilando-a no Castelo de Berum. Em 1654, a antiga regente foi levada a uma quinta em Osterode am Harz, onde viria a morrer no dia 15 de janeiro de 1659.

## Descendência
- Eno Luís da Frísia Oriental (29 de outubro de 1632 - 4 de abril de 1660), casado com a condessa Juliana Sofia de Barby-Mühlingen; com descendência.
- Jorge Cristiano da Frísia Oriental (6 de fevereiro de 1634 - 6 de junho de 1665), casado com a duquesa Cristina Carlota de Württemberg; com descendência.
- Edzar Fernando da Frísia Oriental (12 de julho de 1636 - 1 de janeiro de 1668), morreu aos trinta e um anos de idade; sem descendência.